# Теория надёжности старения и долголетия
Теория надёжности старения и долголетия (англ. Reliability theory of aging and longevity) является попыткой применить принципы теории надёжности для постройки математических моделей, связанных со старением. Теория была опубликована в СССР в 1986 году, а в англоязычной прессе в 1991 году.
Модели в рамках теории строятся на абстрактном рассуждении, что человеческий организм от рождения уже находится в дефектном состоянии, которое с годами становится ещё хуже вследствие воздействия факторов окружающей среды и внутренних повреждений. Организм живёт некоторое время лишь только потому что имеет очень высокую избыточность функционирования вследствие наличия очень большого числа низконадёжных компонентов (таких как клетки).
Теория предлагает своё объяснение для двух закономерностей, наблюдаемых в старении: экспоненциальное увеличение вероятности смерти с возрастом, как демонстрирует закон смертности Гомпертца-Мейкхама, и «плато увеличения смертности» в позднем возрасте (в позднем возрасте вероятность смерти возрастает не так быстро, как то предсказывает экспонентный характер закона Гомпертца-Мейкхама).
Теория впервые опубликована в книге «Биология продолжительности жизни: Количественные аспекты» (1986). В книге авторы также критикуют некоторые другие гипотезы старения, существовавшие к тому времени, рассуждают о недостатках своих гипотез, и заключают, что хотя выдвинутая теория надёжности соотносится с наблюдаемыми закономерностями, лежащие в основе старения биологические механизмы остаются неизвестными.